# Les Bigorneaux
Les Bigorneaux est un court métrage français réalisé par Alice Vial et sorti en 2017.
Il a été récompensé par le César du meilleur court métrage lors de la 43e cérémonie des César.

## Synopsis
Zoé qui travaille au bar Les Bigorneaux avec son père, a un matin des vertiges et des nausées. Alors qu'elle n'a que 30 ans, elle apprend qu'elle est atteinte d'une ménopause précoce.

## Fiche technique
- Réalisation : Alice Vial
- Scénario :  Alice Vial, Clémence Madeleine-Perdrillat
- Directeur de la photo : Brice Pancot
- Musique : Pierre-Antoine Durand
- Montage : Nicolas Sarkissian
- Durée : 25 minutes
- Date de sortie : France: 29 avril 2017

## Distribution
- Tiphaine Daviot :	Zoé
- Philippe Rebbot :	Guy
- Rebecca Finet :	Sonia
- Anouchka Csernakova :	Madame Guégan

## Tournage
Le film a été tourné à Brignogan-Plages.

## Distinctions
- 2017 : Mention du jury du Prix Unifrance lors du Festival de Cannes 2017
- 2017 : Meilleur jeune espoir féminin pour Tiphaine Daviot au Festival Jean Carmet de Moulins
- 2018 : 
  - César du meilleur court métrage[3].
  - Prix du meilleur film de fiction au Festival international du film d'Aubagne - Music & Cinema[4].